# Brightwell-cum-Sotwell
Brightwell-cum-Sotwell est une paroisse civile et un village de l'Oxfordshire, en Angleterre.